# Gill (Rommerskirchen)
Gill ist ein Ortsteil der Gemeinde Rommerskirchen, Rhein-Kreis Neuss, Nordrhein-Westfalen und grenzt an Rommerskirchen und Eckum.

## Geschichte
Der Ortsteil wird erstmals Ende des 12. Jahrhunderts urkundlich erwähnt. Ein Heinrich von Giele/Gyll tritt in einer Urkunde des Abts Berthram von Brauweiler aus dem Zeitraum 1191–1193 als Zeuge auf. 1211 erscheinen Ritter Matthias von Gill und sein Sohn Renardo. Renardo verzichtete auf jedes Anrecht am Mühlenteich zu Eggershoven, welcher damit in Besitz des Klosters Altenberg fiel.
Gill wurde jedoch im Gegensatz zu allen anderen Dörfern in Rommerskirchen, mit Ausnahme von Anstel, nicht zu fränkischer Zeit, sondern zu keltischer Zeit gegründet. Die Kelten lebten dort von 500 v. Chr. bis 100 v. Chr. Von den Römern wurden die Kelten als Gallier bezeichnet, was Gill zu einem Gallierdorf macht. Der Name Gill ist ein keltischer Begriff und bedeutet Bach. Der Name Gillbach kommt aus dem fränkischen Zeitalter und kommt daher, dass die Franken nicht wussten, was der Name Gill bedeutet. Daher bedeutet der Name Gillbach so viel wie „Bachbach“.

## Giller Hof
Der Giller Hof war die „Lebenszelle“ Gills im Mittelalter. Der noch heute existierende Hof war seit 1212 der Sitz der Grafen von Hochstaden, somit auch von Konrad von Hochstaden, ein Kölner Erzbischof, der 1248 den Grundstein für den Kölner Dom legte.

## Vereine
Der Ortsteil Gill beinhaltet keine der ungefähr 150 in der Gemeinde Rommerskirchen ansässigen Vereine.

## Bekannte Persönlichkeiten
- Konrad von Hochstaden (um 1205–1261), von 1238 bis 1261 Erzbischof von Köln
- Horst Lichter (* 1962), Koch, Fernsehkoch, Buchautor, Moderator und Entertainer